# 신임
신임(申銋, 1642년 ~ 1725년)은 조선의 문신이다. 자는 화신, 호는 한죽(寒竹), 본관은 평산(平山)이다. 호조판서(정2품) 사간공 신호(申浩)의 후손이시다.
숙종 때 문과에 급제하여 공조판서에까지 올랐다. 1722년 김일경 등이 신임사화를 일으켜 노론파의 중요 인물들을 죽이거나 유배시키는 데 항의하다가 제주도로 유배되었다. 이듬해 영조가 즉위하자, 유배지에서 풀려나오는 도중에 해남에서 죽었다. 시와 글씨에 능했다. 죽은 후 영의정에 추증되었다. 유집 몇 권이 전한다.